# Piaget
Piaget (рус. Пьяже) — швейцарский производитель часов класса «люкс».

## История
В 1874 году Жорж Эдуар Пьяже (фр. Georges Edouard Piaget) открывает свою первую мастерскую на семейной ферме, расположенной в городке Ла-Кот-о-Фе швейцарского кантона Юра. Он специализировался на производстве карманных часов и часовых механизмов высокой точности. Ему помогали его 14 детей. Вскоре имя Пьяже стало известным за пределами кантона Невшатель. Изделия у него заказывали известные фирмы. В 1911 году Тимоте Пьяже, сын Жоржа Пьяже, принимает семейное дело. С тех пор мануфактура занимается производством наручных часов.
В 1943 году, усилиями внуков основателя — Жеральда и Валентина Пьяже, Piaget становится зарегистрированной торговой маркой. С тех пор мануфактура в Ла Кот-о-Фе производит собственные изделия и уверенно разворачивает свою деятельность на международном уровне. Вследствие своего быстрого развития семейное предприятие открывает новый завод в 1945 году, в том же городке Ла Кот-о-Фе, но уже с ориентацией на инновации и Сверхплоские часовые механизмы.
С 1957 года Piaget использует в производстве часов только драгоценные металлы.
В 1960 году — компания представила механизм с автоподзаводом калибра 12Р толщиной всего 2,3 миллиметра. Это изобретение было занесено в Книгу рекордов Гиннесса.
В 1979 году запущена коллекции Piaget Polo.
В 1986 году — выпуск коллекции классических часов Dancer.
В 1990 году — запуск ювелирной коллекции Possession.
В 1998 году — коллекция женских часов Miss Protocole. Ультратонкие часы Altiplano.
В 1999 году — часы Piaget Emperador, усовершенствованная модель 1957 года.
В 2000 году — часы Upstream. Новая коллекция часов Piaget Polo.
В 2002 году — коллекция ювелирных изделий Magic Reflection.
В 2003 году — ювелирная коллекция Limelight.
В 2004 году — обновлена коллекция Miss Proto-cole XL.